# Europese kampioenschappen indooratletiek 2025 - 4 × 400 meter gemengd
De 4 × 400 meter gemengde estafette op de Europese kampioenschappen indooratletiek 2025 vond plaats op 6 maart 2025 en werd gehouden op de shorttrackbaan van Omnisport in Apeldoorn in Nederland. Het was de eerste keer dat dit onderdeel op het programma stond.
Op voorstel van de Atletiekunie had de European Athletic Association dit gemengde onderdeel toegevoegd aan het programma van de EK indoor in Apeldoorn, temeer omdat het inmiddels ook is opgenomen in het programma van de Europese kampioenschappen in de buitenlucht. Bovendien staat het sinds Parijs 2024 ook op het olympisch programma. World Athletics was echter nog niet overtuigd en had het onderdeel niet op het programma gezet van de wereldindoorkampioenschappen, die twee weken na dit kampioenschap werden gehouden. Al had World Athletics op woensdag wel bekendgemaakt, dat een indoorwereldrecord op dit onderdeel zou worden erkend. Daartoe was een limiet van 3.15,50 vastgesteld.
De wedstrijd werd gewonnen door de Nederlandse ploeg. Startloper Nick Smidt gaf het stokje als koploper over aan Eveline Saalberg, die lang stand hield en de leiding pas in de laatste meters verloor. Tony van Diepen raakte daarna ook een positie kwijt, maar Femke Bol wurmde zich in haar eerste meters knap tussen de concurrentie door naar de tweede plek. Bij het horen van de bel zag ze alleen de Belgische Helena Ponette voor zich. Bol passeerde haar nog voor de laatste bocht om met grote voorsprong over de finish te komen. Nederland zegevierde in 3.15,63, uiteraard een kampioenschapsrecord en een Nederlands record, gevolgd door de Belgische ploeg met 3.16,19 en de ploeg van het Verenigd Koninkrijk en Noord-Ierland met 3.16,49.

## Records
Voorafgaand aan het toernooi onderstaand het wereldrecord, Europees record, kampioenschapsrecord en de beste wereld- en Europese jaarprestaties.
| Wereldrecord         | Niet vergeven   |         |        |                 |
| Europees record      | Niet vergeven   |         |        |                 |
| Kampioenschapsrecord | nieuw onderdeel |         |        |                 |
| WL                   | Ierland         | 3.19,78 | Dublin | 15 januari 2025 |
| EL                   | Ierland         | 3.19,78 | Dublin | 15 januari 2025 |

## Kwalificatie
Het gastland Nederland kreeg één plaats toegewezen. Drie plaatsen werden toegewezen op basis van de rangschikking van de officiële teams van de aangesloten European Athletic Association in de gecombineerde 4x400 meter outdoorwedstrijden van 2024. De overige twee plaatsen werden toegewezen op basis van de verzamelde 400 meter-tijden van individuele atleten uit het indoorseizoen van 2024, 10 dagen vóór de eerste dag van de Europese kampioenschappen indooratletiek 2025.

## Resultaten

### Finale[4]
| Rang   | Land                | Atleten                                                              | Tijd    | Bijz. |
| ------ | ------------------- | -------------------------------------------------------------------- | ------- | ----- |
| Goud   | Nederland           | Nick Smidt, Eveline Saalberg, Tony van Diepen, Femke Bol             | 3.15,63 | CR,NR |
| Zilver | België              | Julien Watrin, Imke Vervaet, Christian Iguacel, Helena Ponette       | 3.16,19 |       |
| Brons  | Verenigd Koninkrijk | Alastair Chalmers, Emily Newnham, Joshua Faulds, Lina Nielsen        | 3.16,49 |       |
| 4      | Spanje              | Manuel Guijarro, Carmen Avilés, Bernat Erta, Daniela Fra             | 3.17,12 |       |
| 5      | Ierland             | Conor Kelly, Phil Healy, Marcus Lawler, Sharlene Mawdsley            | 3.17,63 | SB    |
| 6      | Tsjechië            | Michal Desenský, Marcela Pírková, Milan Ščibráni, Tereza Petržilková | 3.19,17 |       |

2025:  Nick Smidt, Eveline Saalberg, Tony van Diepen, Femke Bol